# 黄综翰
黄綜翰（1977年2月17日—），馬來西亞退役羽毛球單打球員，目前居住在吉隆坡。2019年至2023年擔任馬來西亞羽毛球協會教练總監。2023年起擔任香港羽毛球代表隊男子隊主教練，2024年10月1日正式擔任香港羽毛球代表隊總教練。

## 生涯

### 職業球員
黄综翰第一次参加的比赛是1991年的馬來西亞羽毛球公開賽，无功而回；1997年在荷蘭羽毛球公開賽夺得职业生涯上的第一个锦标。在漫长的职业生涯上，黄综翰夺得7项冠军。2003年黄综翰在世界羽毛球锦标赛的决赛当中，不敌当时的中国球员夏煊泽。2004年，黄综翰参加雅典奥运会男子羽毛球单打比赛，他在16强不敌印尼羽毛球天才选手陶菲克，止步16强。
黄综翰在2006年汤姆斯杯中对垒韩国时，其大腿遭遇严重受伤，使他必须休养6个月，在12月的多哈亚运会时复出。時年30岁的黄综翰原计划在参加了多哈亚运会后结束国手生涯，但由于脚伤以及对21分制的适应良好，他与马来西亚羽总沟通后决定暂缓退役。
2008年，黄综翰再次参加北京奥运会，他在第一圈打败前奥运会冠军陶菲克，晋级16强，可是在16强不敌台湾选手谢裕兴，再次止步16强。
2010年汤姆斯杯，黄综翰被叫回国家队担任第二单打选手，黄综翰再第六次参加汤姆斯杯，是國家隊的资深选手。馬來西亞羽毛球队进入2010年汤姆斯杯半决赛，黄综翰在第三局不敌中国选手陈金，马来西亚止步半决赛。2010年馬來西亞羽毛球黃金大獎賽，黄综翰打进决赛，不敌李宗伟。同年，世界羽毛球锦标赛在法国巴黎举行，黄综翰第六次参加世界羽毛球锦标赛，可是，他在第二轮就被淘汰。
2011年，黄综翰参加瑞士羽毛球公开赛，黄综翰在半决赛输给了韩国名将朴成焕，止步半决赛。同年四月，黄综翰再次参加澳洲羽毛球大奖赛，黄综翰再次打进决赛，可是力战三局不敌日本选手佐佐木翔，得到亚军，黄综翰的世界排名一度连跳6级排名14，2011年8月他再次参加世界羽毛球锦标赛，是他第七次参加，是馬來西亞选手参加世锦赛最多的选手。
2018年10月，大馬羽总会长拿督斯里诺扎在召开特别会员大会与羽总理事会后宣布，委任黄综翰为教练总监，并会在2019年1月1日正式上任，合约为期2年。

### 個人生活
2021年1月3日，在2019冠狀病毒病馬來西亞疫情流行時，大馬羽總文告指出，黃綜翰確診2019冠狀病毒病，為其中一位無症狀感染者。

## 主要比賽成績
只列出曾進入準決賽的國際賽事成績：
| 年份   | 賽事                     | 公開賽級別 | 項目     | 成績   |
| ------ | ------------------------ | ---------- | -------- | ------ |
| 1994年 | 毛里求斯羽毛球公开赛     |            | 男子单打 | 亚军   |
| 1994年 | 毛里求斯羽毛球公开赛     | 男子双打   | 亚军     |        |
| 1997年 | 荷蘭羽毛球公開賽         |            | 男子單打 | 冠軍   |
| 1998年 | 湯姆斯盃                 | 其他       | 男子團體 | 亞軍   |
| 1998年 | 大英國協運動會羽球比賽   | 其他       | 男子團體 | 金牌   |
| 1998年 | 大英國協運動會羽球比賽   | 其他       | 男子單打 | 金牌   |
| 1999年 | 日本羽毛球公开赛         |            | 男子单打 | 半决赛 |
| 1999年 | 马来西亚羽毛球公开赛     |            | 男子单打 | 亚军   |
| 1999年 | 丹麦羽毛球公开赛         |            | 男子单打 | 亚军   |
| 2000年 | 中华台北羽球公开赛       |            | 男子单打 | 亚军   |
| 2000年 | 马来西亚羽球公开赛       |            | 男子单打 | 半决赛 |
| 2001年 | 新加坡羽球公开赛         |            | 男子单打 | 亚军   |
| 2001年 | 中国羽毛球公开赛         |            | 男子单打 | 亚军   |
| 2001年 | 丹麦羽毛球公开赛         |            | 男子单打 | 半决赛 |
| 2002年 | 湯姆斯盃                 | 其他       | 男子團體 | 亞軍   |
| 2002年 | 大英國協運動會羽球比賽   | 其他       | 男子單打 | 銅牌   |
| 2002年 | 新加坡羽毛球公开赛       |            | 男子单打 | 半决赛 |
| 2002年 | 丹麦羽毛球公开赛         |            | 男子单打 | 半决赛 |
| 2002年 | 荷蘭羽毛球公開賽         |            | 男子單打 | 冠軍   |
| 2002年 | 中國羽毛球公開賽         |            | 男子單打 | 冠軍   |
| 2003年 | 世界羽毛球錦標賽         | 其他       | 男子單打 | 亞軍   |
| 2003年 | 馬來西亞公開賽           |            | 男子单打 | 半决赛 |
| 2003年 | 丹麦羽毛球公开赛         |            | 男子单打 | 半决赛 |
| 2003年 | 中華台北羽球公開賽       |            | 男子單打 | 冠軍   |
| 2003年 | 中國羽毛球公開賽         |            | 男子單打 | 亞軍   |
| 2003年 | 哥本哈根羽毛球大師賽     |            | 男子單打 | 冠軍   |
| 2004年 | 韩国羽球公开赛           |            | 男子单打 | 半决赛 |
| 2004年 | 中華台北羽球公開賽       |            | 男子單打 | 準決賽 |
| 2005年 | 全英羽毛球公开赛         |            | 男子单打 | 半决赛 |
| 2005年 | 丹麦羽毛球公开赛         |            | 男子单打 | 半决赛 |
| 2006年 | 瑞士羽毛球公开赛         |            | 男子单打 | 半决赛 |
| 2006年 | 英聯邦運動會羽毛球比賽   | 其他       | 男子團體 | 金牌   |
| 2006年 | 英聯邦運動會羽毛球比賽   | 其他       | 男子單打 | 銀牌   |
| 2006年 | 英聯邦運動會羽毛球比賽   | 其他       | 男子雙打 | 銀牌   |
| 2007年 | 紐西蘭羽毛球大獎賽       | 大獎賽     | 男子單打 | 亞軍   |
| 2007年 | 中國羽毛球大師賽         | 超級賽     | 男子單打 | 亞軍   |
| 2007年 | 澳門羽毛球黃金大獎賽     | 黃金大獎賽 | 男子單打 | 準決賽 |
| 2008年 | 湯姆斯盃                 | 其他       | 男子團體 | 季軍   |
| 2008年 | 義大利羽毛球國際賽       | 國際挑戰賽 | 男子單打 | 冠軍   |
| 2009年 | 馬來西亞羽毛球黃金大獎賽 | 黃金大獎賽 | 男子單打 | 準決賽 |
| 2009年 | 泰國羽毛球黃金大獎賽     | 黃金大獎賽 | 男子單打 | 準決賽 |
| 2009年 | 澳門羽毛球黃金大獎賽     | 黃金大獎賽 | 男子單打 | 亞軍   |
| 2009年 | 中華台北羽毛球黃金大獎賽 | 黃金大獎賽 | 男子單打 | 亞軍   |
| 2010年 | 德國羽毛球大獎賽         | 大獎賽     | 男子單打 | 準決賽 |
| 2010年 | 湯姆斯盃                 | 其他       | 男子團體 | 季軍   |
| 2010年 | 馬來西亞羽毛球黃金大獎賽 | 黃金大獎賽 | 男子單打 | 亞軍   |
| 2011年 | 瑞士羽毛球黃金大獎賽     | 黃金大獎賽 | 男子單打 | 準決賽 |
| 2011年 | 澳洲羽毛球黃金大獎賽     | 黃金大獎賽 | 男子單打 | 亞軍   |

| 2007-2017年 | 首要超級賽 | 超級賽 | 黃金大獎賽 | 大獎賽 | 國際挑戰賽 | 國際系列賽 | 未來系列賽 | 其他 |

### 奧運會和世錦賽參賽紀錄
| 男子单打 | 1997 | 1999 | 2000 | 2001 | 2003 | 2004 | 2005 | 2006 | 2007 | 2008 | 2009 | 2010 | 2011 |
| -------- | ---- | ---- | ---- | ---- | ---- | ---- | ---- | ---- | ---- | ---- | ---- | ---- | ---- |
|          | 32强 | 16强 | 8强  | 16强 | 亞軍 | 16強 | 16強 | －   | －   | 16強 | 16強 | 32強 | 32強 |